# Primera División Profesional de Uruguay 2009-2010
La Primera División Profesional de Uruguay 2009-2010 è stata la 106ª edizione del campionato uruguaiano di calcio di massima serie.
Il Peñarol si è laureato campione per la 47ª volta.

## Torneo di Apertura
Il Torneo di Apertura è iniziato il 23 agosto e si è concluso il 13 dicembre.

### Classifica
|  | Pos. | Squadra              | Pt | G  | V  | N | P  | GF | GS | DR  |
|  | ---- | -------------------- | -- | -- | -- | - | -- | -- | -- | --- |
|  | 1.   | Nacional             | 36 | 15 | 13 | 0 | 2  | 36 | 11 | +25 |
|  | 2.   | Liverpool            | 29 | 15 | 8  | 5 | 2  | 31 | 14 | +17 |
|  | 3.   | Defensor Sporting    | 29 | 15 | 8  | 5 | 2  | 28 | 16 | +12 |
|  | 4.   | Montevideo Wanderers | 26 | 15 | 7  | 5 | 3  | 24 | 13 | +11 |
|  | 5.   | Peñarol              | 26 | 15 | 7  | 5 | 3  | 28 | 19 | +9  |
|  | 6.   | Rampla Juniors       | 24 | 15 | 7  | 3 | 5  | 18 | 19 | -1  |
|  | 7.   | Danubio              | 23 | 15 | 7  | 2 | 6  | 26 | 25 | +1  |
|  | 8.   | River Plate          | 23 | 15 | 6  | 5 | 4  | 24 | 23 | +1  |
|  | 9.   | Racing               | 20 | 15 | 5  | 5 | 5  | 25 | 22 | +3  |
|  | 10.  | Cerrito              | 18 | 15 | 4  | 6 | 5  | 20 | 21 | -1  |
|  | 11.  | Cerro Largo          | 16 | 15 | 4  | 4 | 7  | 15 | 18 | -3  |
|  | 12.  | Tacuarembó           | 16 | 15 | 5  | 1 | 9  | 17 | 24 | -7  |
|  | 13.  | Central Español      | 12 | 15 | 2  | 6 | 7  | 13 | 28 | -15 |
|  | 14.  | Cerro                | 11 | 15 | 2  | 5 | 8  | 18 | 31 | -13 |
|  | 15.  | Atenas               | 11 | 15 | 3  | 2 | 10 | 9  | 32 | -23 |
|  | 16.  | Fénix                | 6  | 15 | 1  | 3 | 11 | 10 | 26 | -16 |

- Nacional 3 punti di penalizzazione.

## Torneo di Clausura
Il Torneo di Clausura è iniziato il 23 gennaio e si è concluso il 2 maggio.

### Classifica
|  | Pos. | Squadra              | Pt | G  | V  | N | P  | GF | GS | DR  |
|  | ---- | -------------------- | -- | -- | -- | - | -- | -- | -- | --- |
|  | 1.   | Peñarol              | 43 | 15 | 14 | 1 | 0  | 40 | 15 | +25 |
|  | 2.   | Cerro                | 29 | 15 | 9  | 2 | 4  | 28 | 18 | +10 |
|  | 3.   | Fénix                | 28 | 15 | 8  | 5 | 2  | 21 | 11 | +10 |
|  | 4.   | Nacional             | 27 | 15 | 8  | 3 | 4  | 27 | 15 | +12 |
|  | 5.   | River Plate          | 23 | 15 | 6  | 5 | 4  | 31 | 19 | +12 |
|  | 6.   | Central Español      | 22 | 15 | 6  | 4 | 5  | 24 | 20 | +4  |
|  | 7.   | Liverpool            | 22 | 15 | 6  | 4 | 5  | 22 | 21 | +1  |
|  | 8.   | Rampla Juniors       | 22 | 15 | 6  | 4 | 5  | 18 | 18 | 0   |
|  | 9.   | Racing               | 19 | 15 | 6  | 1 | 8  | 18 | 29 | -11 |
|  | 10.  | Tacuarembó           | 18 | 15 | 5  | 3 | 7  | 22 | 28 | -6  |
|  | 11.  | Defensor Sporting    | 17 | 15 | 5  | 2 | 8  | 21 | 28 | -7  |
|  | 12.  | Danubio FC           | 16 | 15 | 5  | 1 | 9  | 21 | 25 | -4  |
|  | 13.  | Montevideo Wanderers | 15 | 15 | 4  | 3 | 8  | 25 | 26 | -1  |
|  | 14.  | Cerrito              | 14 | 15 | 4  | 2 | 9  | 17 | 27 | -10 |
|  | 15.  | Cerro Largo          | 12 | 15 | 3  | 3 | 9  | 13 | 34 | -21 |
|  | 16.  | Atenas               | 10 | 15 | 3  | 1 | 11 | 16 | 30 | -14 |

## Classifica aggregata
|  | Pos. | Squadra              | Pt | G  | V  | N  | P  | GF | GS | DR  |
|  | ---- | -------------------- | -- | -- | -- | -- | -- | -- | -- | --- |
|  | 1.   | Peñarol              | 69 | 30 | 21 | 6  | 3  | 68 | 34 | +34 |
|  | 2.   | Nacional             | 63 | 30 | 21 | 3  | 6  | 63 | 26 | +37 |
|  | 3.   | Liverpool            | 51 | 30 | 14 | 9  | 7  | 53 | 35 | +18 |
|  | 4.   | River Plate          | 46 | 30 | 12 | 10 | 8  | 55 | 42 | +13 |
|  | 5.   | Defensor Sporting    | 46 | 30 | 13 | 7  | 10 | 49 | 44 | +5  |
|  | 6.   | Rampla Juniors       | 46 | 30 | 13 | 7  | 10 | 36 | 37 | -1  |
|  | 7.   | Montevideo Wanderers | 41 | 30 | 11 | 8  | 11 | 49 | 39 | +10 |
|  | 8.   | Cerro                | 40 | 30 | 11 | 7  | 12 | 46 | 49 | -3  |
|  | 9.   | Danubio              | 39 | 30 | 12 | 3  | 15 | 47 | 50 | -3  |
|  | 10.  | Racing               | 39 | 30 | 11 | 6  | 13 | 43 | 51 | -8  |
|  | 11.  | Fénix                | 35 | 30 | 9  | 8  | 13 | 31 | 37 | -6  |
|  | 12.  | Central Español      | 34 | 30 | 8  | 10 | 12 | 37 | 48 | -11 |
|  | 13.  | Tacuarembó           | 34 | 30 | 10 | 4  | 16 | 39 | 52 | -13 |
|  | 14.  | Cerrito              | 32 | 30 | 8  | 8  | 14 | 37 | 48 | -11 |
|  | 15.  | Cerro Largo          | 28 | 30 | 7  | 7  | 16 | 28 | 52 | -24 |
|  | 16.  | Atenas               | 21 | 30 | 6  | 3  | 21 | 25 | 62 | -37 |

- Nacional 3 punti di penalizzazione.
- Peñarol, Nacional e Liverpool qualificate alla Coppa Libertadores 2011.
- Cerrito, Cerro Largo e Atenas retrocesse con il punteggio determinato dal promedio.

## Play-off

### Championship play-off
Nacional e Peñarol si sono qualificate al play-off per il titolo essendo rispettivamente i vincitori del torneo di Apertura e di Clausura; inoltre, il Peñarol si qualifica anche come squadra con il punteggio totale più alto, trovandosi direttamente in finale. Pertanto, se il play-off è vinto dal Peñarol, esso è automaticamente campione d'Uruguay, altrimenti giocherà la finale in doppia sfida con il Nacional, che risulterebbe il vincitore del play-off iniziale e che si giocherebbe il titolo con la squadra che ha avuto il punteggio aggregato maggiore.
| Arbitro: | Jorge Larrionda |

|  |           |                 |
|  | Marcatori | 13’, 60’ García |

| Peñarol | Nacional |

| PEÑAROL:      |    |                           |     |     |
|               |    |                           |     |     |
| GK            | 1  | Sebastián Sosa            |     |     |
| RB            | 13 | Matías Aguirregaray       |     |     |
| CB            | 3  | Gerardo Alcoba            |     |     |
| CB            | 6  | Guillermo Rodríguez       |     |     |
| LB            | 22 | Darío Rodríguez           |     |     |
| DM            | 16 | Sergio Órteman            | 17’ |     |
| DM            | 5  | Egidio Arévalo Ríos       | 33’ |     |
| RW            | 17 | Jonathan Urretavizcaya    |     |     |
| LW            | 25 | Gastón Ramírez            | 23’ | 62’ |
| FW            | 8  | Antonio Pacheco (c)       |     | 67’ |
| FW            | 20 | Alejandro Martinuccio     | 85’ |     |
| Sostituzioni: |    |                           |     |     |
| GK            | 12 | Gonzalo Noguera           |     |     |
| DF            | 4  | Alejandro Damián González |     |     |
| DF            | 24 | Emiliano Albín            |     |     |
| MF            | 10 | Rubén Olivera             |     | 67’ |
| MF            | 18 | Marcelo Sosa              |     |     |
| FW            | 11 | Bosco Frontán             |     |     |
| FW            | 9  | Diego Alonso              |     | 62’ |
| Allenatore:   |    |                           |     |     |
| Diego Aguirre |    |                           |     |     |

| NACIONAL:             |    |                          |     |     |
|                       |    |                          |     |     |
| GK                    | 25 | Rodrigo Muñoz            |     |     |
| RB                    | 15 | Álvaro Rafael González   |     |     |
| CB                    | 2  | Alejandro Lembo          |     |     |
| CB                    | 19 | Sebastián Coates         |     |     |
| LB                    | 4  | Christian Núñez          |     |     |
| DM                    | 13 | Raúl Ferro               |     | 76’ |
| DM                    | 21 | Óscar Javier Morales (c) | 6’  |     |
| AM                    | 16 | Gustavo Varela           | 21’ | 58’ |
| AM                    | 10 | Ángel Morales            |     | 61’ |
| FW                    | 20 | Santiago Damián García   |     |     |
| FW                    | 14 | Mario Regueiro           | 16’ |     |
| Sostituzioni:         |    |                          |     |     |
| GK                    | 1  | Leonardo Burián          |     |     |
| DF                    | 18 | Gonzalo Godoy            |     |     |
| MF                    | 8  | Matías Cabrera           |     | 76’ |
| MF                    | 22 | Mauricio Pereyra         |     | 61’ |
| MF                    | 17 | Maximiliano Calzada      |     | 58’ |
| FW                    | 11 | Sergio Blanco            |     |     |
| FW                    | 24 | Diego Vera               |     |     |
| Allenatore:           |    |                          |     |     |
| Eduardo Mario Acevedo |    |                          |     |     |

| Uomo partita: Santiago Damián García Guardalinee: Pablo Fandiño Mauricio Espinosa Quarto uomo: Darío Ubríaco |

### Finale
Poiché il Nacional ha vinto il play-off iniziale, per l'assegnazione del titolo si rende necessaria la disputa di un doppio confronto calcolato con il sistema dei punti in classifica: la squadra con più punti alla fine della seconda gara sarà la vincitrice del campionato. In caso di pareggio varrà la differenza reti, quindi si giocheranno eventualmente due tempi supplementari e quindi i tiri di rigore.
| Arbitro: | Héctor Martínez |

|  |           |             |
|  | Marcatori | 24’ Pacheco |

| Nacional | Peñarol |

| NACIONAL:             |    |                          |     |     |
|                       |    |                          |     |     |
| GK                    | 25 | Rodrigo Muñoz            |     |     |
| RB                    | 15 | Álvaro Rafael González   |     | 73’ |
| CB                    | 2  | Alejandro Lembo          | 45’ |     |
| CB                    | 19 | Sebastián Coates         | 17’ |     |
| LB                    | 4  | Christian Núñez          |     |     |
| DM                    | 21 | Óscar Javier Morales (c) |     |     |
| DM                    | 13 | Raúl Ferro               |     | 45’ |
| AM                    | 16 | Gustavo Varela           | 61’ |     |
| AM                    | 10 | Ángel Morales            |     | 75’ |
| FW                    | 14 | Mario Regueiro           | 90’ |     |
| FW                    | 20 | Santiago Damián García   | 62’ |     |
| Sostituzioni:         |    |                          |     |     |
| GK                    | 1  | Leonardo Burián          |     |     |
| DF                    | 18 | Gonzalo Godoy            |     |     |
| MF                    | 8  | Matías Cabrera           | 77’ | 73’ |
| MF                    | 17 | Maximiliano Calzada      | 63’ | 45’ |
| MF                    | 22 | Mauricio Pereyra         |     |     |
| FW                    | 11 | Sergio Blanco            |     |     |
| FW                    | 24 | Diego Vera               |     | 75’ |
| Allenatore:           |    |                          |     |     |
| Eduardo Mario Acevedo |    |                          |     |     |

| PEÑAROL:      |    |                              |       |     |
|               |    |                              |       |     |
| GK            | 1  | Sebastián Sosa               |       |     |
| RB            | 13 | Matías Aguirregaray          |       |     |
| CB            | 4  | Alejandro Damián González    | 43’   |     |
| CB            | 6  | Guillermo Rodríguez          |       |     |
| LB            | 22 | Darío Rodríguez              | 62’   |     |
| DM            | 5  | Egidio Arévalo               |       |     |
| DM            | 16 | Sergio Órteman               |       |     |
| RW            | 17 | Jonathan Urretavizcaya       | 72’   |     |
| LW            | 25 | Gastón Ramírez               |       | 75’ |
| FW            | 8  | Antonio Pacheco D'Agosti (c) |       | 67’ |
| FW            | 20 | Alejandro Martinuccio        |       | 83’ |
| Sostituzioni: |    |                              |       |     |
| GK            | 12 | Gonzalo Noguera              |       |     |
| DF            | 24 | Emiliano Albín               |       |     |
| MF            | 10 | Rubén Olivera                | 90+4’ | 83’ |
| MF            | 18 | Marcelo Sosa                 |       |     |
| MF            | 15 | Marcel Román                 |       |     |
| FW            | 9  | Diego Alonso                 |       | 75’ |
| FW            | 11 | Bosco Frontán                |       | 67’ |
| Allenatore:   |    |                              |       |     |
| Diego Aguirre |    |                              |       |     |

| Uomo partita: Sebastián Sosa Guardalinee: Marcelo Costa William Casavieja Quarto ufficiale: Heber Rodríguez |

| Arbitro: | Darío Ubriaco |

|                  |           |           |
| Aguirregaray 68’ | Marcatori | 35’ Lembo |

| Peñarol | Nacional |

| PEÑAROL:      |    |                              |          |       |
|               |    |                              |          |       |
| GK            | 1  | Sebastián Sosa               | 90+1’    |       |
| RB            | 24 | Emiliano Albín               | 37’      |       |
| CB            | 4  | Alejandro Damián González    |          |       |
| CB            | 6  | Guillermo Rodríguez          | 33’      |       |
| LB            | 22 | Darío Rodríguez              |          |       |
| DM            | 16 | Sergio Órteman               |          |       |
| DM            | 5  | Egidio Arévalo               |          |       |
| RW            | 17 | Matías Aguirregaray          | 44’      | 90+4’ |
| LW            | 25 | Gastón Ramírez               | 22’, 79’ |       |
| FW            | 8  | Antonio Pacheco D'Agosti (c) |          | 74’   |
| FW            | 20 | Alejandro Martinuccio        |          | 88’   |
| Sostituzioni: |    |                              |          |       |
| GK            | 12 | Gonzalo Noguera              |          |       |
| DF            | 2  | Willinton Techera            |          |       |
| MF            | 7  | Sergio Pérez                 |          |       |
| MF            | 15 | Marcel Román                 |          | 90+4’ |
| MF            | 18 | Marcelo Sosa                 |          | 74’   |
| FW            | 9  | Diego Alonso                 |          | 88’   |
| FW            | 11 | Bosco Frontán                |          |       |
| Allenatore:   |    |                              |          |       |
| Diego Aguirre |    |                              |          |       |

| NACIONAL:             |    |                          |       |     |
|                       |    |                          |       |     |
| GK                    | 25 | Rodrigo Muñoz            |       |     |
| RB                    | 16 | Gustavo Varela           | 12’   |     |
| CB                    | 2  | Alejandro Lembo          | 69’   |     |
| CB                    | 19 | Sebastián Coates         |       |     |
| LB                    | 4  | Christian Núñez          |       |     |
| DM                    | 13 | Raúl Ferro               |       | 80’ |
| DM                    | 21 | Óscar Javier Morales (c) |       |     |
| RW                    | 15 | Álvaro González          |       | 72’ |
| LW                    | 14 | Mario Regueiro           | 90+3’ |     |
| AM                    | 10 | Ángel Morales            |       | 76’ |
| FW                    | 20 | Santiago Damián García   |       |     |
| Sostituzioni:         |    |                          |       |     |
| GK                    | 1  | Leonardo Burián          |       |     |
| DF                    | 18 | Gonzalo Godoy            |       |     |
| MF                    | 5  | Gianni Guigou            |       |     |
| MF                    | 22 | Mauricio Pereyra         | 72’   | 72’ |
| FW                    | 9  | Sebastián Balsas         |       | 80’ |
| FW                    | 11 | Sergio Blanco            | 88’   | 76’ |
| FW                    | 24 | Diego Vera               |       |     |
| Allenatore:           |    |                          |       |     |
| Eduardo Mario Acevedo |    |                          |       |     |

| Uomo partita: Matías Aguirregaray Guardalinee: Maiguel Nievas Carlos Changala Quarto ufficiale: Fernando Falce |